# +39 Challenge
+39 Challenge è stato un team velico italiano partecipante alla 32ª America's Cup. Il suo proprietario era Lorenzo Rizzardi e lo skipper era Luca Devoti. Il team gareggiava con le insegne del Circolo Vela Gargnano.

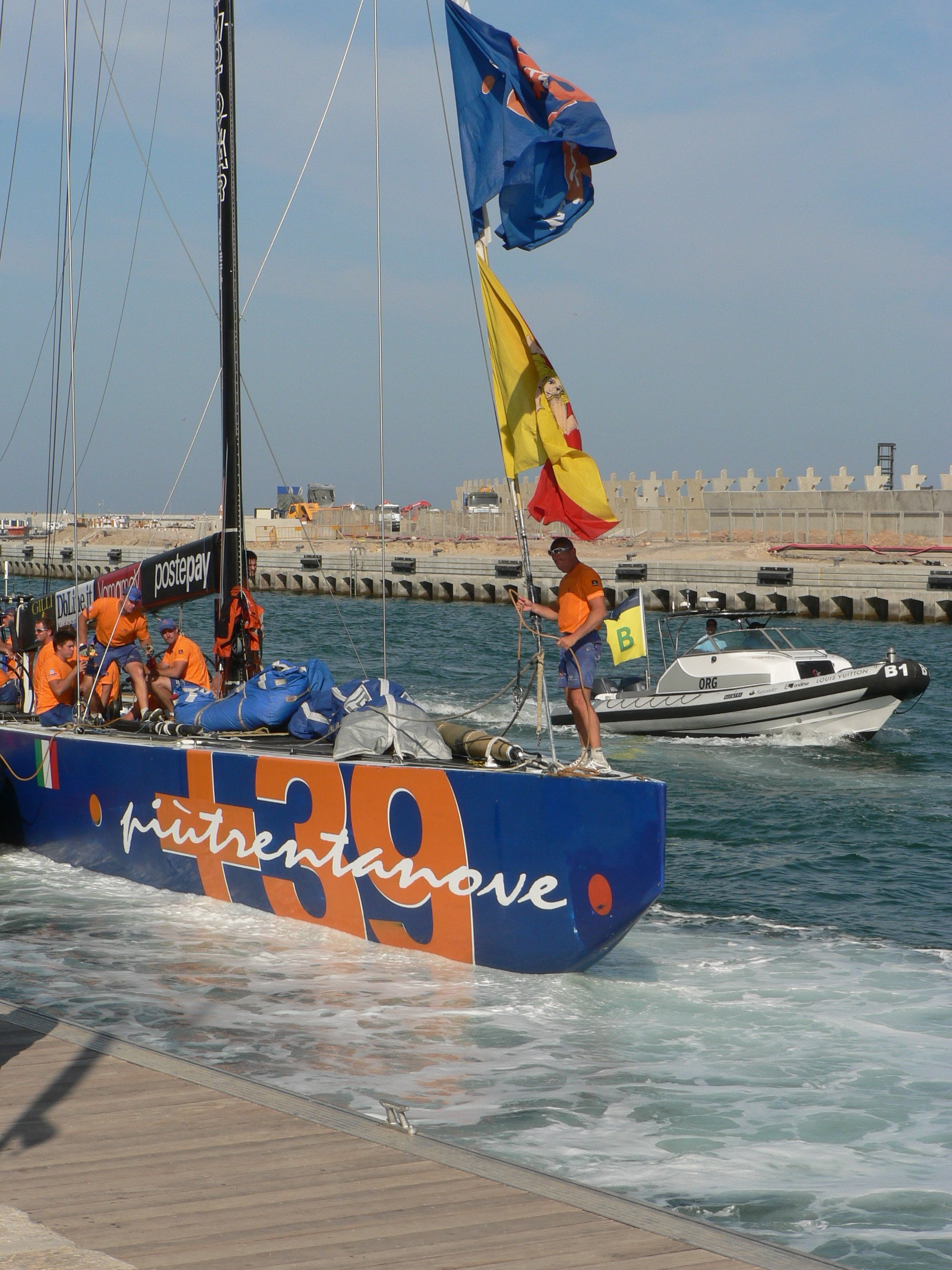
+39 in acqua nel porto di Trapani

## Coppa America 2007

### Louis Vuitton Acts 2007
Il 4 aprile 2007 durante il secondo giorno dell'Act 13, +39 perse l'albero in seguito allo scontro con lo scafo di United Internet Team Germany, mettendo a rischio la sua partecipazione alla Louis Vuitton Cup.
La giuria decretò che la colpa dell'incidente toccato a +39 Challenge era del team tedesco, che aveva infranto le Regole 10 (mure opposte) e 14 (evitare il contatto) delle Racing Rules of Sailing, escludendo responsabilità dei francesi di Areva Challenge, e stabilì che +39 Challenge ottenesse il quinto posto nella regata tre del Valencia Louis Vuitton Act 13.

#### Louis Vuitton Ranking
| Team          | Yacht club            | Nazionalità | Punti | Punti bonus |
| ------------- | --------------------- | ----------- | ----- | ----------- |
| +39 Challenge | Circolo Vela Gargnano | Italia      | 66    | 2           |

### Louis Vuitton Cup 2007

#### Round Robin 1

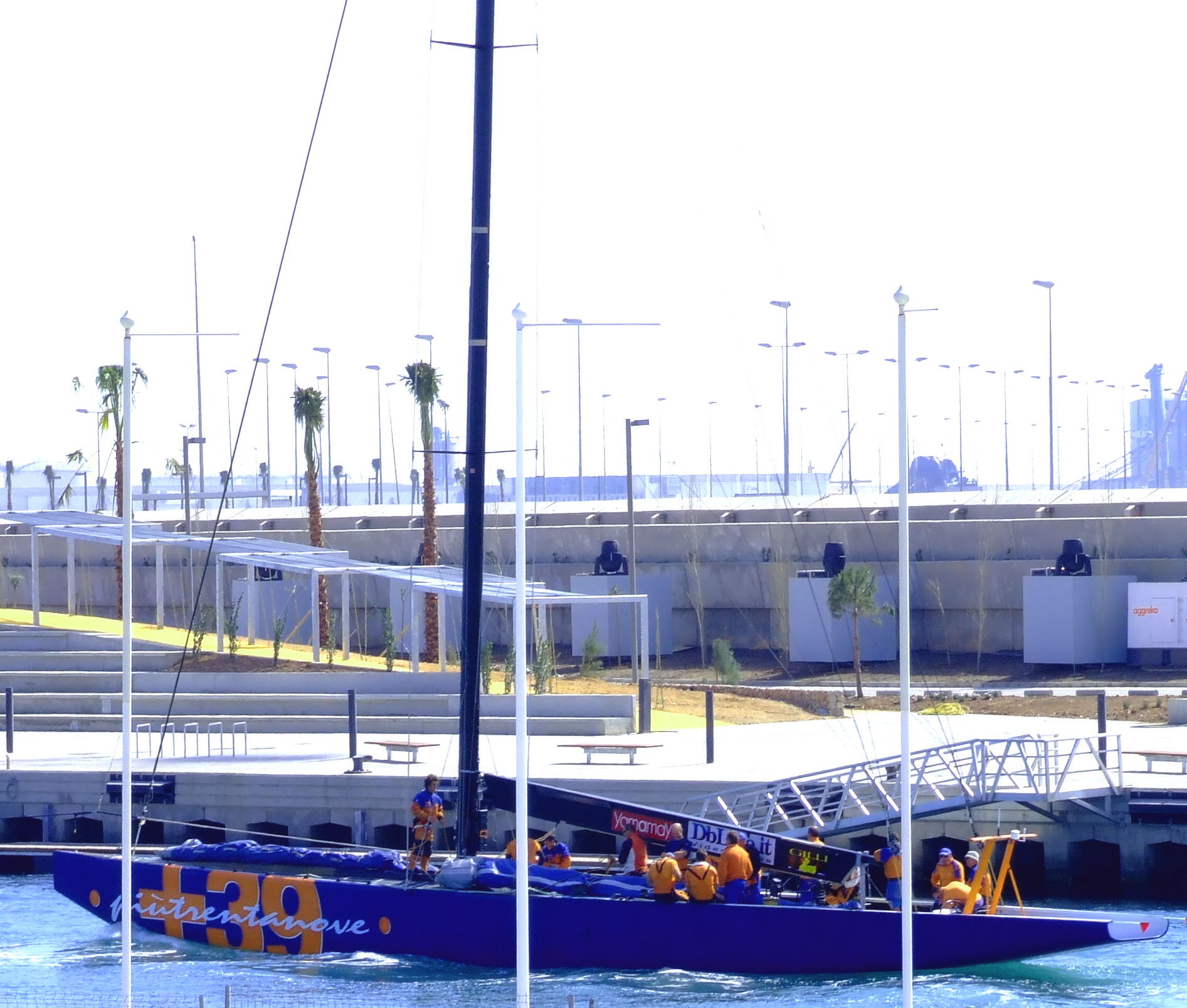
+39 esce dal porto di Valencia

| Flight 1 - 20 aprile 2007       |                           |                     |                                  |  |          |
| Imbarcazione azzurra            | Imbarcazione azzurra      | Imbarcazione gialla | Imbarcazione gialla              |  | Distacco |
| ITA 85                          | +39 Challenge             | FRA 93              | Areva Challenge                  |  | 01:09    |
| Flight 2 - 20 aprile 2007       |                           |                     |                                  |  |          |
| Imbarcazione azzurra            | Imbarcazione azzurra      | Imbarcazione gialla | Imbarcazione gialla              |  | Distacco |
| ESP 97                          | Desafío Español           | ITA 85              | +39 Challenge                    |  | 02:45    |
| Flight 3 - 22 aprile 2007       |                           |                     |                                  |  |          |
| Imbarcazione azzurra            | Imbarcazione azzurra      | Imbarcazione gialla | Imbarcazione gialla              |  | Distacco |
| NZL 92                          | Emirates Team New Zealand | ITA 85              | +39 Challenge                    |  | 02:41    |
| Flight 4 - 24 aprile 2007       |                           |                     |                                  |  |          |
| Riposa: ITA 85 +39 Challenge    |                           |                     |                                  |  |          |
| Flight 5 - 24 aprile 2007       |                           |                     |                                  |  |          |
| Imbarcazione azzurra            | Imbarcazione azzurra      | Imbarcazione gialla | Imbarcazione gialla              |  | Distacco |
| ITA 85                          | + 39 Challenge            | ITA 99              | Mascalzone Latino-Capitalia Team |  | 01:12    |
| Flight 6 - 25 aprile 2007       |                           |                     |                                  |  |          |
| Imbarcazione azzurra            | Imbarcazione azzurra      | Imbarcazione gialla | Imbarcazione gialla              |  | Distacco |
| ITA 85                          | + 39 Challenge            | SWE 96              | Victory Challenge                |  | 00:55    |
| Flight 7 - 25 aprile 2007       |                           |                     |                                  |  |          |
| Imbarcazione azzurra            | Imbarcazione azzurra      | Imbarcazione gialla | Imbarcazione gialla              |  | Distacco |
| ITA 94                          | Luna Rossa Challenge      | ITA 85              | + 39 Challenge                   |  | 01:22    |
| Flight 8 - 26 aprile 2007       |                           |                     |                                  |  |          |
| Imbarcazione azzurra            | Imbarcazione azzurra      | Imbarcazione gialla | Imbarcazione gialla              |  | Distacco |
| USA 98                          | BMW Oracle Racing         | ITA 85              | + 39 Challenge                   |  | 02:14    |
| Flight 9 - 26 aprile 2007       |                           |                     |                                  |  |          |
| Imbarcazione azzurra            | Imbarcazione azzurra      | Imbarcazione gialla | Imbarcazione gialla              |  | Distacco |
| RSA 83                          | Team Shosholoza           | ITA 85              | + 39 Challenge                   |  | 00:26    |
| Flight 10 - 27 e 28 aprile 2007 |                           |                     |                                  |  |          |
| Imbarcazione azzurra            | Imbarcazione azzurra      | Imbarcazione gialla | Imbarcazione gialla              |  | Distacco |
| ITA 85                          | + 39 Challenge            | CHN 95              | China Team                       |  | 00:00    |
| Flight 11 - 27 e 28 aprile 2007 |                           |                     |                                  |  |          |
| Imbarcazione azzurra            | Imbarcazione azzurra      | Imbarcazione gialla | Imbarcazione gialla              |  | Distacco |
| ITA 85                          | + 39 Challenge            | GER 89              | United Internet Team Germany     |  | 00:57    |

1. 1 2  Le ultime tre gare dei Flight 10 e 11 sono state disputate sabato 28 aprile anziché venerdì 27 aprile per mancanza di vento sul campo di regata sud (campo Juliet).
2. ↑  China Team non è partita, per problemi tecnici.

#### Round Robin 2
| Flight 1 - 29 aprile 2007    |                                  |                     |                           |  |          |
| Imbarcazione azzurra         | Imbarcazione azzurra             | Imbarcazione gialla | Imbarcazione gialla       |  | Distacco |
| FRA 93                       | Areva Challenge                  | ITA 85              | +39 Challenge             |  | 01:11    |
| Flight 2 - 30 aprile 2007    |                                  |                     |                           |  |          |
| Imbarcazione azzurra         | Imbarcazione azzurra             | Imbarcazione gialla | Imbarcazione gialla       |  | Distacco |
| ITA 85                       | +39 Challenge                    | ESP 97              | Desafío Español           |  | 00:01    |
| Flight 3 - 2 maggio 2007     |                                  |                     |                           |  |          |
| Imbarcazione azzurra         | Imbarcazione azzurra             | Imbarcazione gialla | Imbarcazione gialla       |  | Distacco |
| ITA 85                       | +39 Challenge                    | NZL 92              | Emirates Team New Zealand |  | 00:45    |
| Flight 4 - 2 maggio 2007     |                                  |                     |                           |  |          |
| Riposa: ITA 85 +39 Challenge |                                  |                     |                           |  |          |
| Flight 5 - 4 maggio 2007     |                                  |                     |                           |  |          |
| Imbarcazione azzurra         | Imbarcazione azzurra             | Imbarcazione gialla | Imbarcazione gialla       |  | Distacco |
| ITA 99                       | Mascalzone Latino-Capitalia Team | ITA 85              | + 39 Challenge            |  | 02:07    |
| Flight 6 - 4 maggio 2007     |                                  |                     |                           |  |          |
| Imbarcazione azzurra         | Imbarcazione azzurra             | Imbarcazione gialla | Imbarcazione gialla       |  | Distacco |
| SWE 96                       | Victory Challenge                | ITA 85              | + 39 Challenge            |  | 01:03    |
| Flight 7 - 5 maggio 2007     |                                  |                     |                           |  |          |
| Imbarcazione azzurra         | Imbarcazione azzurra             | Imbarcazione gialla | Imbarcazione gialla       |  | Distacco |
| ITA 85                       | + 39 Challenge                   | ITA 94              | Luna Rossa Challenge      |  | 01:04    |
| Flight 8 - 6 maggio 2007     |                                  |                     |                           |  |          |
| Imbarcazione azzurra         | Imbarcazione azzurra             | Imbarcazione gialla | Imbarcazione gialla       |  | Distacco |
| ITA 85                       |                                  | USA 98              | + 39 Challenge            |  | 00:53    |
| Flight 9 - 7 maggio 2007     |                                  |                     |                           |  |          |
| Imbarcazione azzurra         | Imbarcazione azzurra             | Imbarcazione gialla | Imbarcazione gialla       |  | Distacco |
| ITA 85                       | + 39 Challenge                   | RSA 83              | Team Shosholoza           |  | 00:50    |
| Flight 10 - 8 maggio 2007    |                                  |                     |                           |  |          |
| Imbarcazione azzurra         | Imbarcazione azzurra             | Imbarcazione gialla | Imbarcazione gialla       |  | Distacco |
| CHN 95                       | China Team                       | ITA 85              | + 39 Challenge            |  | 01:57    |
| Flight 11 - 9 maggio 2007    |                                  |                     |                           |  |          |
| Imbarcazione azzurra         | Imbarcazione azzurra             | Imbarcazione gialla | Imbarcazione gialla       |  | Distacco |
| GER 89                       | United Internet Team Germany     | ITA 85              | + 39 Challenge            |  | 00:30    |

1. ↑  La regata è stata disputata il 30 aprile per vento troppo debole

#### Classifica
| Posizione | Team          | Races | Punti bonus | Round Robin 1 | Round Robin 2 | Totale |
| --------- | ------------- | ----- | ----------- | ------------- | ------------- | ------ |
| 9         | +39 Challenge | 10    | 2           | 4             | 6             | 12     |